# China Minmetals

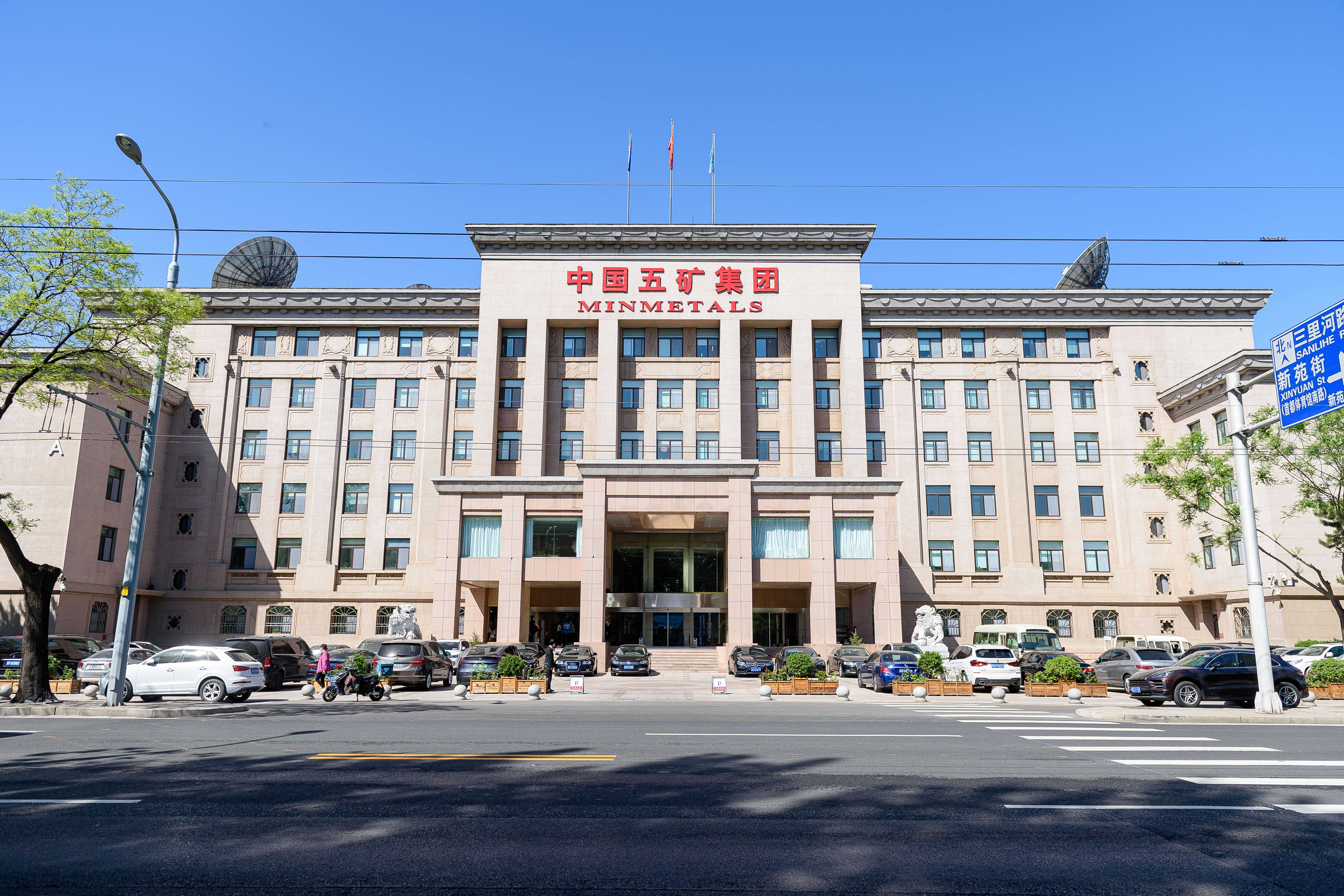
Minmetals Sanlihe

China Minmetals Corporation (CMC) (chinesisch 中国五矿集团公司, Pinyin Zhōngguó Wǔ Kuàng Jítuán Gōngsī, kurz 五矿, Wǔ Kuàng) ist der größte Metall- und Mineralienkonzern der Volksrepublik China mit Hauptsitz in Peking und wird direkt von der Staatsregierung verwaltet. Das Unternehmen wurde 2015 als Ergebnis einer strategischen Rekombination zweier Fortune-Global-500-Unternehmen gegründet – der ehemaligen bereits seit Jahr 1950 bestehenden China Minmetals und der Metallurgical Corporation of China (MCC).
CMC ist sowohl im Bergbau tätig als auch auf den Handel mit Metallen und Mineralien und deren Produktion ausgerichtet (unter anderem Kupfer, Aluminium, Wolfram, Zinn, Antimon, Blei, Zink, Nickel). Es hat weltweit 175.524 Mitarbeiter. Institutionen, Ressourcenprojekte und Bauprojekte befinden sich außer in China in mehr als 60 Ländern und Regionen auf der ganzen Welt. In den letzten Jahren hat CMC fast alle großen und mittleren Greenfield-Stahlprojekte der Welt geplant und gebaut, darunter das Stahlprojekt Formosa Ha Tinh in Vietnam, das Stahlprojekt Kuantan in Malaysia, das Stahlprojekt TATA in Indien und das Projekt Arcelor Mittal in der Ukraine. Bergwerke befinden sich in Asien, Ozeanien, Südamerika und Afrika. Dazu gehören eine Reihe von weltweit führenden Bergwerken wie das peruanische Kupferbergwerk Las Bambas, das Zinkbergwerk Dugald River sowie das Nickel- und Kobaltbergwerk Papua-Neuguinea Ramu. Die Ressourcen Wolfram, Antimon und Wismut gehören zu den Top 10 der Welt, ebenso wie die Produktion von Kupfer und Zink. Seit Januar 2018 ist Tang Fupin Vorstand des Unternehmens.

## Geschäftszahlen und Ziele
Mit einem Wachstumsplus von 13,4 % gegenüber dem Vorjahr erzielte CMC im Jahr 2019 einen neuen Rekordumsatz von rund 600 Milliarden Yuan (rund 88 Milliarden US-Dollar). Damit setzte CMC seinen Wachstumskurs der vorhergehenden Jahre fort und stieg auf Platz 92 unter den Fortune-Global-500-Unternehmen. Bis Ende 2019 verwaltete CMC ein Vermögen von 2,16 Billionen RMB (rund 321 Milliarden Dollar), einschließlich einer Bilanzsumme von 929,5 Milliarden RMB (rund 138,50 Milliarden Dollar) und gilt damit als das sechstgrößte Unternehmen Chinas.
China Minmetals sieht „das Weltklasse-Kraftpaket in der Metall- und Mineralienindustrie“ als Vision. Strategisch positioniert es sich als „Hauptkraft zur Gewährleistung der Ressourcensicherheit“. Dabei hat es „die Führung in der gesamten Industriekette übernommen, von der Beschaffung und Exploration von Ressourcen bis hin zu Projektdesign, Bau, Betrieb, Vertrieb und Weiterverarbeitung im globalen Metall- und Mineraliensektor.“ CMC erklärt sein Geschäftssystem als aus „vier Balken und acht Säulen“ bestehend. Die „vier Balken“ sind: Metalle und Mineralien, Metallurgie, Handel und Logistik sowie Finanzen und Immobilien. Die „acht Säulen“ sind Mineralentwicklung, Metallwerkstoffe, neue Energiematerialien, Metallurgietechnik, Grundbau, Handel und Logistik, Finanzdienstleistungen und Immobilienentwicklung.

## Tochterunternehmen
CMC verfügt über acht börsennotierte Unternehmen:
- MCC (601618.SH, 1618.HK),
- Minmetals Capital (600390.SH),
- Minmetals Rare Earth (000831.SZ),
- Minmetals Development (600058.SH), (insbesondere in Lateinamerika und Afrika engagiert),
- China Tungsten High-Tech (000657.SZ),
- Zhuzhou Smelter Group (600961.SH),
- Minmetals Resources (1208.HK) und
- Minmetals Land (0230.HK) .

Über sein Tochterunternehmen Minerals and Metals Group ist China Minmetals am peruanischen Kupferbergwerk Las Bambas im Distrikt Chalhuahuacho (Provinz Cotabambas) mehrheitlich beteiligt.

## Bereich Finanzen und Immobilien
Im Bereich Finanzen und Immobilien verfügt CMC über Finanzierungslizenzen in den Geschäftsfeldern Trust, Leasing, Wertpapiere, Futures, Finanzunternehmen und Fonds und ist eine der staatlichen Kommission für die Überwachung und Verwaltung von Vermögenswerten.